# 10.5厘米38年式高射炮
10.5厘米38年式高射炮（德語：10,5cm Flak 38）是莱茵金属公司为德国国防军设计生产的一种105（4.1英寸）重型高射炮，主要在固定工事中作战略防空用途。该高射炮有一种改进型Flak 39和海军舰载型SK C/33，各式型号共计生产约2,600门，大多活跃于二战后期的帝国防空战中。由于数量较少，加之性能不尽如人意，该炮的知名度远不及大名鼎鼎的88毫米高射炮。:153

## 历史

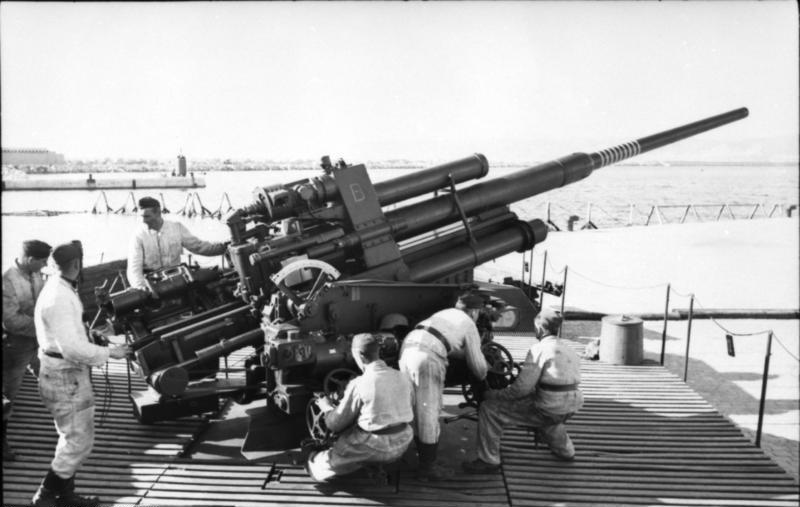
德国海岸炮兵的一门Flak 38高射炮，1942年

1933年，德军高层要求开发一种比88毫米Flak 18高射炮口径更大的重型高射炮，以应对新型重型轰炸机的威胁。1935年，莱茵金属的Gerät 38设计方案在与克虏伯的竞标中脱颖而出，获准投产成为Flak 38高射炮。不久，莱茵金属又推出改进型Flak 39，提升了驱动装置和火控系统性能。:174
Flak 38从1936年起开始列装部队，并逐渐成为德国防空的主力。在1942年9月，德军共有500门Flak 38/39；而到了1944年12月，这个数字已经增长到1,911门。不过，实战结果证明该炮的综合性能并不突出，仅稍优于重量为其一半的88毫米Flak 18。统计数据显示，击落一架高空飞行的目标平均需要88毫米高射炮弹8,000发，105毫米高射炮弹6,000发。而128毫米 Flak 40则仅需要3,000发:156。德国甚至一度考虑用口径小却表现更佳的8.8厘米41年式高射炮将其取代，但由于后者的产能不足最终作罢。Flak 39得以继续生产直至战争結束，至德国投降时仍有约1,850门在服役。:153

## 简介

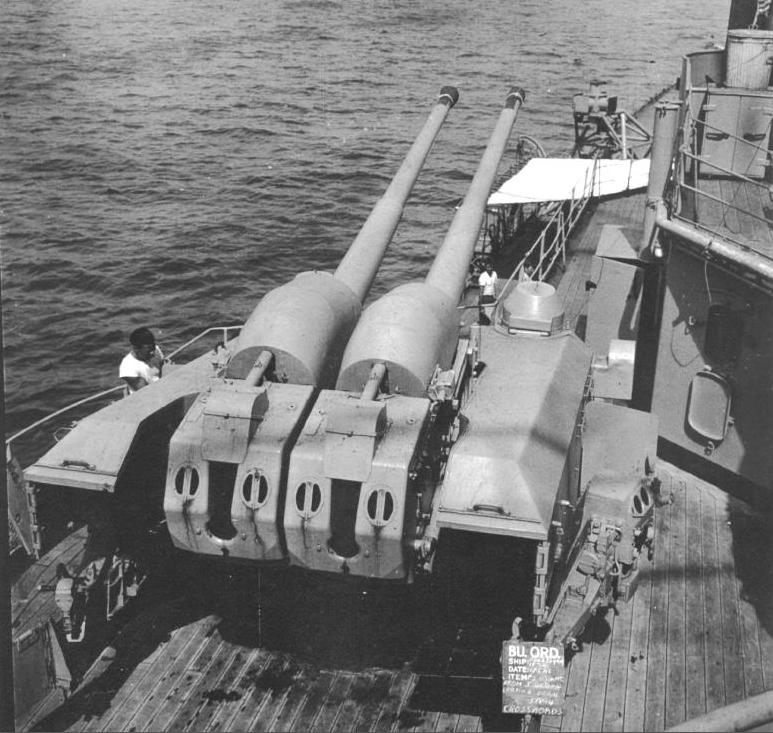
欧根亲王号重巡洋舰上的SK C/33 105毫米高射炮

外形上，Flak 38/39类似于Flak 18的放大版，无论尺寸还是重量都有显著增加。区别主要集中在细节结构方面。Flak 38采用电动回旋装置，并配有自动装弹机。和Flak 18一样，Flak 38/39也是一种精密而复杂的武器，尤其体现在制造工艺上。由于炮管前后烧蚀程度不一，莱茵金属将Flak 39的炮管设计成两段结构。这虽然方便快速更换磨损的炮管，但也使生产更加费时费力。:153
理论上，Flak 38/39可以用牵引车拖曳随部队前进，为此还配备了与Flak 18类似的双轴四轮拖车方便牵引。但即便有自带绞盘和滑轮的帮助，整门火炮从行军状态转为战斗状态也至少需要20分钟:174。所以在实际运用中，该炮几乎全部安置于固定工事中，由德国本土的防空部队使用。为提高机动性，其中116门安装于特制的防空装甲列车上，往来于德国境内。一门Flak 38/39的炮兵班通常由一名军官和九名士兵组成。而若要人力供弹，则还需要两名装填手:153。
德国海军使用的Flak 38称为SK C/33，主要装备于德国级、希佩尔海军上将级、沙恩霍斯特级、俾斯麦级、齊柏林伯爵級等新型主力舰上，以取代过时的8.8 cm SK C/31 高射炮。德国海军为其设计了一款新型双联炮架，具备独特的三轴稳定仪，为的是抵消海况颠簸对射击精度的影响。德军对该高射炮整体满意，但对其炮架设计颇有微词。一方面，火炮的回旋和俯仰速度慢，无法应对高速飞行的目标；另一方面，炮架复杂的电路经常故障，水密性也较差。二战结束后，法国海军为意大利赔偿给法国的两艘羅馬統帥級輕巡洋艦阿蒂利奥·雷古鲁斯号和非洲人西庇阿号各换装了三座六门SK C/33，取代了原先的135毫米45倍徑雙聯裝艦炮。法国曾希望为黎塞留级战列舰也换装该炮，每艘12座，最终由于资金匮乏未能实现。

## 弹药

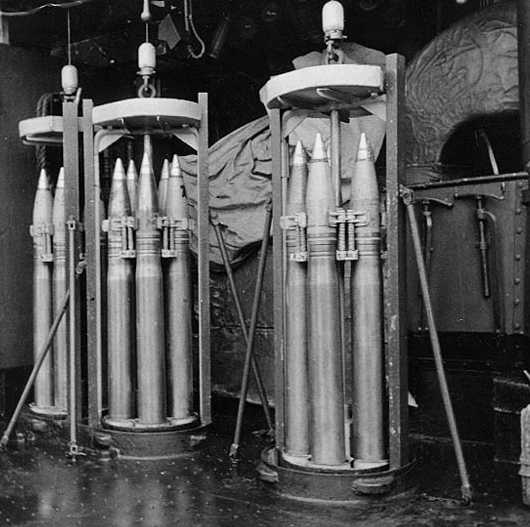
提尔皮茨号战列舰的105毫米高射炮弹

Flak 38/39使用一体式炮弹，主要弹种为高爆弹，弹头重33.3磅（15.1）:153。战斗部尖端装有儒拉钟表厂设计的Zeit Z S/30型或S/60定时引信:175，引爆时间在1.5秒至29.5秒内可调，一般由射击指挥仪的模拟计算机通过测算目标高度、速度后输入。1945年战争末期，碰撞式引信开始配发，大大减少了炮弹直击敌机却不引爆的情况。

对付装甲目标时，Flak 38/39可使用重34.8磅（15.8）的风帽被帽穿甲弹，炮口初速为860每秒（2,800英尺每秒），1000米处可击穿140毫米、倾斜30度的钢板:175。由于机动性差，该炮很少用于反坦克目的。此外，该炮也可以发射由Flak 18的88毫米高爆弹加上弹托制成的次口径脱壳弹药以提高炮口初速和射程:51。德国海军统计显示每门火炮的身管寿命在2,950发至4,100发左右。